# Machinima
Machinima es un término procedente del inglés (unión de las palabras machine, que significa máquina, y cinema, que significa cine) que se refiere a la creación de animaciones en vídeo usando el motor de un videojuego y usando sus recursos (texturas, modelos, etcétera). Este puede utilizarse dentro del juego (como las cinemáticas pre-renderizadas en Resident Evil 4 de PlayStation 2) o fuera de él para proporcionarlo comercialmente o para referenciarlo.
Los artistas con base en Machinima, a veces llamados maquinimistas o maquinistas, a menudo son trabajadores fanáticos, en virtud de su reutilización de materiales con derechos de autor. Machinima ofrece proporcionar un archivo del rendimiento de los juegos y acceso a la apariencia del software y hardware que ya pueden haberse vuelto obsoletos o incluso no disponibles. Para los estudios de juegos , "los gestos de Machinima dan acceso a las condiciones históricas de posibilidad del juego y cómo machinima ofrece vínculos a un horizonte comparativo que informa, cambia y participa plenamente en la cultura del videojuego".
La práctica de usar motores gráficos de videojuegos surgió a partir de las presentaciones de software animado de la demostración de la década de 1980, el videojuego Stunt Island de Disney Interactive Studios de 1992 y las grabaciones de juegos de la década de 1990 en videojuegos de disparos en primera persona (FPS), como Id Software Doom y Quake. Originalmente, estas grabaciones documentaban carreras rápidas (intentos de completar un nivel lo más rápido posible) y partidas multijugador . La adición de historias a estas películas creó "películas de Quake". El término más general machinima, una mezcla de máquina y cine, surgió cuando el concepto se extendió más allá de la serie Quake a otros juegos y software. Después de esta generalización, machinima apareció en los principales medios de comunicación, incluidas las series de televisión y los anuncios.
Actualmente se usa el método de realizar la machinima en una consola y utilizando una capturadora, se pase el vídeo a la computadora y ya ahí se edita para terminar el video y compartirlo.

## Historia

### Precedente
Los software crackers de la década de 1980 agregaron secuencias de créditos introductorias personalizadas (intros) a los programas cuya protección contra copias habían eliminado. El aumento de la potencia informática permitió intros más complejas, y la demostración se formó cuando el enfoque se desplazó hacia las intros en lugar de las grietas. El objetivo se convirtió en crear las mejores demostraciones en 3D en tiempo real con la menor cantidad de código de software.  El almacenamiento en disco era demasiado lento para esto, por lo que los gráficos tenían que calcularse sobre la marcha y sin un motor de juego preexistente.
En Disney Interactive Studios ' juego de ordenador de 1992 Stunt Island , los usuarios pueden organizar, grabar y reproducir acrobacias. Como dijo Nitsche, el objetivo del juego "no era ... una puntuación alta, sino un espectáculo".  Lanzado al año siguiente, id Software 's Doom incluía la capacidad de grabar el juego como secuencias de eventos que el motor del juego podría reproducir más tarde en tiempo real. Debido a que se guardaron los eventos y no los fotogramas de video, los archivos de demostración del juego resultantes eran pequeños y se compartían fácilmente entre los jugadores.  Se desarrolló una cultura de grabación de juegos, como Henry Lowood de la Universidad de Stanford llamó, "un contexto para el espectador ... El resultado fue nada menos que una metamorfosis del jugador en un intérprete". Otra característica importante de Doom era que permitía a los jugadores crear sus propias modificaciones , mapas y software para el juego, expandiendo así el concepto de autoría del juego.  En machinima, hay un registro dual de gestos: los movimientos entrenados del jugador determinan las imágenes del movimiento expresivo en el juego. 
Paralelamente al enfoque de los videojuegos, en el campo del arte de los medios, la obra de arte de realidad virtual de Maurice Benayoun The Tunnel under the Atlantic (1995), a menudo comparada con los videojuegos, presentó un director de cine virtual, un agente inteligente totalmente autónomo, para filmar y edite en tiempo real un video completo de la actuación de excavación en el Centro Pompidou de París y el Museo de Arte Contemporáneo de Montreal. La película completa, Inside the Tunnel under the Atlantic ,  h de duración, fue seguida en 1997 por Inside the Paris New-Delhi Tunnel(13h de duración). Sólo se presentaron al público breves extractos. El complejo comportamiento del director virtual del Túnel lo convierte en un precursor significativo de la aplicación posterior a las machinimas basadas en videojuegos. 
El sucesor de Doom en 1996, Quake , ofreció nuevas oportunidades tanto para el juego como para la personalización, mientras conservaba la capacidad de grabar demos.  Los videojuegos multijugador se hicieron populares y se grabaron y estudiaron demostraciones de partidos entre equipos de jugadores (clanes). Paul Marino , director ejecutivo de AMAS, declaró que los combates a muerte, un tipo de juego multijugador, se volvió más "cinematográfico".  En este punto, sin embargo, todavía documentaron el juego sin una narrativa.

### Películas de Quake
El 26 de octubre de 1996, un conocido clan de videojuegos, los Rangers, sorprendió a la comunidad de Quake con Diary of a Camper , la primera película machinima ampliamente conocida. Este breve archivo de demostración de 100 segundos contenía la acción y la sangre de muchos otros, pero en el contexto de una breve historia,  lugar del habitual combate a muerte. Un ejemplo de juego transformador o emergente , este cambio de la competencia al teatro requirió tanto la experiencia como la subversión de la mecánica del juego. La demostración de Ranger enfatizó esta transformación al retener referencias de juego específicas en su historia.
Diary of a Camper inspiró muchas otras "películas de Quake ", como se llamaba entonces a estas películas.  Una comunidad de modificadores de juegos (modders), artistas, jugadores expertos y fanáticos del cine comenzó a formarse a su alrededor.  Las obras se distribuyeron y revisaron en sitios web como The Cineplex, Psyk's Popcorn Jungle y Quake Movie Library (QML). producción fue apoyada por software de procesamiento de demostración dedicado, como Little Movie Processing Center (LMPC) de Uwe Girlich y el editor no lineal Keygrip deDavid "crt" Wright, que más tarde se conoció como " Adobe Premiere para la demostración de Quake archivos ". Entre las películas notables se encuentran Devil's Covenant de Clan Phantasm ,  el primer largometraje de Quake ; Avatar y Blahbalicious de Wendigo , que QML otorgó siete premios Oscar de Quake Movie;  y Operation Bayshield del Clan Undead , que introdujo la sincronización de labios simulada  y contó con activos digitales personalizados.
Lanzado en diciembre de 1997, Quake II de id Software mejoró el soporte para modelos 3D creados por el usuario. Sin embargo, sin un software de edición compatible, los cineastas continuaron creando obras basadas en el Quake original . Estos incluyen el ILL Clan 's Apartamento Huntin y la rápida Quake hecho de grupo Slick Done Plaga .  editores de demostración de Quake II estuvieron disponibles en 1998. En particular, Keygrip 2.0 introdujo "recamming", la capacidad de ajustar la ubicación de la cámara después de la grabación.  Paul Marino calificó la adición de esta característica como "un momento decisivo para [m] achinima".  Con Quake IIEl rodaje ahora es factible, la producción de 1999 de Strange Company Eschaton: Nightfall fue el primer trabajo en presentar modelos de personajes completamente hechos a medida.
El lanzamiento en diciembre de 1999 de Quake III Arena de id supuso un problema para la comunidad cinematográfica de Quake .  El archivo de demostración del juego incluía información necesaria para las redes informáticas ; sin embargo, para evitar trampas, id advirtió sobre acciones legales para la difusión del formato de archivo.  Por lo tanto, no fue práctico mejorar el software para que funcione con Quake III .  Al mismo tiempo, la novedad de las películas de Quake estaba menguando.  nuevas producciones aparecieron con menos frecuencia y, según Marino, la comunidad necesitaba "reinventarse" para compensar este desarrollo.
Borg War , una película animada para fanáticos de Star Trek de 90 minutos, se produjo utilizando Elite Force 2 (una variante de Quake III ) y Starfleet Command 3, reutilizando los clips de voz en off de los juegos para crear una nueva trama.  Borg War fue nominado para dos premios "Mackie" por la Academia de Artes y Ciencias Machinima.  Una proyección en agosto de 2007 en una convención de Star Trek en Las Vegas fue la primera vez que CBS / Paramount aprobó la proyección de una película de fans que no es parodia en una convención autorizada.

### Generalizacion
Hugh Hancock, fundo Strange Company y acuñó el término de Machinima.
En enero de 2000, Hugh Hancock, fundador de Strange Company, lanzó un nuevo sitio web, machinima.com. Una contracción mal escrita del cine de máquina (Machinema), el término machinima tenía la intención de disociar la filmación en el juego de un motor específico.  El error ortográfico se atascó porque también hacía referencia al anime .  El nuevo sitio incluía tutoriales, entrevistas, artículos y el lanzamiento exclusivo de Quad God de Tritin Films.  La primera película realizada con Quake III Arena , Quad God también fue el primero en distribuirse como fotogramas de video grabados, no como instrucciones específicas del juego. Este cambio fue inicialmente controvertido entre los productores de machinima que preferían el tamaño más pequeño de los archivos de demostración.  Sin embargo, los archivos de demostración requerían una copia del juego para poder verlos.  El formato de vídeo tradicional más accesible ampliado Quad Dios ' audiencia s, y el trabajo se distribuyó en CD incluido con revistas.  Por lo tanto, la decisión de Identificación para proteger Quake III ' código de s inadvertidamente causado creadores de machinima utilizar soluciones más generales y así ampliar su audiencia. En unos pocos años, las películas de machinima se distribuyeron casi exclusivamente en formatos de archivo de video comunes.
Machinima comenzó a recibir un aviso generalizado. Roger Ebert lo discutió en un artículo de junio de 2000 y elogió la configuración machinima de Strange Company del soneto " Ozymandias " de Percy Bysshe Shelley .  En el Festival de Medios Alternativos de Showtime Network de 2001, la película machinima del año 2000 de ILL Clan Hardly Workin ganó los premios Mejor Experimental y Mejor en SHO. Steven Spielberg usó Unreal Tournament para probar efectos especiales mientras trabajaba en su película de 2001 Artificial Intelligence: AI  Finalmente, el interés se extendió a los desarrolladores de juegos. En julio de 2001, Epic Games anunció que su próximo juego Unreal Tournament 2003 incluiría Matinee, una utilidad de software de producción machinima.  A medida que aumentaba la participación, los realizadores lanzaron menos producciones nuevas para centrarse en la calidad.
En la Game Developers Conference de marzo de 2002 , cinco fabricantes de machinima — Anthony Bailey, Hugh Hancock, Katherine Anna Kang , Paul Marino y Matthew Ross — fundaron AMAS,  una organización sin fines de lucro dedicada a promover machinima.  En la QuakeCon de agosto, la nueva organización celebró el primer Festival de Cine de Machinima , que recibió la cobertura de los principales medios de comunicación. Anachronox: The Movie , de Jake Hughes y Tom Hall, ganó tres premios, incluido el de Mejor Película.  Al año siguiente, " In the Waiting Line ", producido por Ghost Robot , dirigido por Tommy Pallottay animado por Randy Cole, utilizando las herramientas Machinimation de Fountainhead Entertainment, se convirtió en el primer video musical de machinima que se emitió en MTV .  A medida que mejoraba la tecnología gráfica, los realizadores de machinima utilizaron otros videojuegos y software de edición de video para consumidores .  Utilizando el juego de Bungie de 2001 Halo: Combat Evolved , Rooster Teeth Productions creó una popular serie de comedia Red vs Blue: The Blood Gulch Chronicles . La segunda temporada de la serie se estrenó en el Lincoln Center for the Performing Arts en 2004.

### Apariciones en Mainstream
Machinima ha aparecido en televisión, comenzando con la serie Portal de G4. MTV2 's video Mods vuelve a crear videos musicales utilizando personajes de videojuegos como Los Sims 2 , BloodRayne , y Al comprar los derechos de transmisión del documental machinima de Douglas Gayeton
Ha aumentado el uso comercial de machinima.  Rooster Teeth vende DVD de su serie Red vs. Blue y, bajo el patrocinio de Electronic Arts , ayudó a promover Los Sims 2 usando el juego para hacer una serie machinima, The Strangerhood .  Volvo Cars patrocinó la creación de un anuncio de 2004, Game: On , la primera película que combina machinima y acción en vivo .  Más tarde, Electronic Arts encargó a Rooster Teeth la promoción de su videojuego Madden NFL 07. Usos de Blockhouse TV El software machinima de Moviestorm para producir su serie de DVD educativos preescolares Jack and Holly
Los desarrolladores de juegos han seguido aumentando el soporte para machinima. Productos como The Movies , el juego de simulación empresarial de 2005 de Lionhead Studios , el mundo virtual Second Life de Linden Research y el juego de disparos en primera persona de 2007 de Bungie, Halo 3, fomentan la creación de contenido de usuario al incluir herramientas de software machinima.  Usando The Movies , Alex Chan, un residente francés sin experiencia previa en cine,  tardó cuatro días en crear The French Democracy , un cortometraje político sobre los disturbios civiles de 2005 en Francia. Las modificaciones de terceros como Garry's Mod generalmente ofrecen la capacidad de manipular personajes y aprovechar el contenido personalizado o migrado, lo que permite la creación de obras como Counter-Strike For Kids que se pueden filmar utilizando recursos de varios juegos.
En una entrevista de 2010 con PC Magazine, el CEO y cofundador de Valve, Gabe Newell, dijo que querían hacer Half-Life
Machinima también se ha utilizado para videoclips musicales. El artista virtual de Second Life Bryn Oh creó una obra para la canción de la artista australiana Megan Bernard "Clean Up Your Life", lanzada en 2016. El primer video musical de " Old Town Road " de 2018.

## Ejemplos
- Diary of a Camper el primer Machinima de la historia.
- Red vs. Blue uno de los cortos por internet más visto de la historia.
- Los Sims 2 y Los Sims 3 han sido unos de los juegos más famosos utilizados para Machinimas, debido a su gran capacidad de personalización y una cámara libre avanzada.
- Halo cuenta con el modo Cine, que es uno de los más usados para hacer machinimas.
- Garry's Mod Uno de los mejores juegos para crear machinimas, este mod del Orange Box de Valve permite modificar los objetos y personajes para grabar, también ofrece la opción de mover (como en una animación) los objetos y/o personajes en tiempo real; también su puede descargar nuevo contenido aumentando las opciones.
- Minecraft un juego que por sus características ha destacado bastante en la creación de Machinimas.
- Team Fortress 2 en su canal oficial de YouTube tiene varias Machinimas como "Meet the Team".
- En la serie animada South Park en mayor parte del episodio "Make Love, Not Warcraft" se usa constantemente Machimima del videojuego World of Warcraft.

Actualmente algunos usuarios de videojuegos están realizando películas en los servidores en las que 50 personas —a través de sus avatares— actúan como sí, se graban y publican el resultado como si fuera un vídeoclip. Otros creadores como VJ's lo usan y, ocasionalmente, también se exploró fusiones con el teatro. En estos momentos hay mucha experimentación en el terreno Machinima. En el New York Machinima Film festival 2005 Ken Perlin mostró como caracteres 3D podían ser controlados a través de un piano tocado en directo y el español Ricard Gras mostró sus piezas creadas con EyeToy y SIMS2.

## Problemas
Machinima, a pesar de las grandes ventajas que acarrea con su uso, no está exento de problemas. Al utilizar videojuegos para sus obras, los usuarios se encuentran con numerosos problemas de copyright. Sin embargo el futuro de este movimiento parece asegurado. Hay ya un numeroso grupo de fieles seguidores bajando/subiendo obras constantemente y el tema está gozando de atención en festivales especializados. Compañías como Lionhead ha desarrollado el juego The movies, el cual aprovecha este movimiento para crear una dinámica de juego diferente y brinda a los jugadores la posibilidad de dirigir sus pequeños cortos de machinima. A nivel profesional muy pocas productoras se pueden permitir crear machinima por cuestiones de copyright. Entre ellas INTER-ACTIVA, basada en el Reino Unido, que desarrolló su propio motor de videojuego para crear contenido usando este método.

## Source Filmmaker
Valve, estudio creador de juegos como Half Life, Counter Strike y Dota 2, entre otros. Ha liberado la herramienta que usaban para crear las animaciones incluidas en sus videojuegos, Source Filmmaker. Es un gran avance en este
tipo de creaciones, ya que disponemos de un escenario virtual al que añadimos mapas, personajes, cámaras, iluminación... Permite todo tipo de combinaciones posibles. Tan sólo es necesario disponer de una cuenta en Steam. Tanto la cuenta como el programa son gratuitos.